# Le Lou-du-Lac
Le Lou-du-Lac is een plaats en voormalige gemeente in het Franse departement Ille-et-Vilaine (regio Bretagne) en telt 98 inwoners (2009). De plaats maakt deel uit van het arrondissement Rennes. Le Lou-du-Lac is op 1 januari 2016 gefuseerd met de gemeente La Chapelle-du-Lou tot de gemeente La Chapelle du Lou du Lac. 

## Geografie
De oppervlakte van Le Lou-du-Lac bedraagt 3,1 km², de bevolkingsdichtheid is dus 31,6 inwoners per km².
De onderstaande kaart toont de ligging van Le Lou-du-Lac met de belangrijkste infrastructuur en aangrenzende gemeenten.

## Demografie
Onderstaande figuur toont het verloop van het inwonertal (bron: INSEE-tellingen).